# Лактионов, Александр Юрьевич
Алекса́ндр Ю́рьевич Лактио́нов (род. 28 мая 1986, Новосибирск) — российский футболист, полузащитник; тренер.

## Карьера
Начинал свою карьеру в Новосибирске, затем уехал в Корею, где выступал за молодёжный состав клуба «Соннам Ильхва Чхонма». Вызывался в юношескую сборную России. В 2005 году был на просмотре в московском «Торпедо», но в итоге перешёл в московский «Спартак», за который выступал в первенстве дублёров. Свою единственную игру за основной состав красно-белых провёл в розыгрыше 1/16 финала Кубка России по футболу 2005/2006 против «Океана» из Находки, выйдя на замену на 90-й минуте. В 2006—2007 годах играл за любительскую молодёжную команду московского «Спартака» в первенстве ЛФК. Также в этот период сыграл в 1 матче высшей лиги Казахстана за «Актобе» и в 5 матчах чемпионата Латвии за «Металлург» Лиепая.
В дальнейшем выступал в командах второго дивизиона и любительского первенства, лишь в 2008 году провёл 11 матчей в первом дивизионе за московский «Спортакадемклуб».
В начале июля 2012 года подписал контракт с тульским «Арсеналом».
В 2014 году выступал в любительском первенстве за московский «Солярис».
По окончании игровой карьеры стал тренером в ДЮСШ «Строгино». В 2018 году тренировал команду игроков 2004 г. р.
С 2019 года — в клубе «Родина»: ассистент главного тренера, главный (в апреле — июне 2021 года) тренер, главный тренер второй команды в любительском первенстве (дивизион «А» чемпионата Москвы), ассистент и главный (в 2022 и с октября 2023 года) тренер в «Родине-2». С сезона 2024/25 — ассистент Владимира Газзаева в основной команде «Родины».

## Достижения
«Спартак» Москва
- Турнир дублёров РФПЛ
  - Чемпион: 2007
- Первенство ЛФК (зона «Москва»)
  - Серебряный призёр: 2006
  - Бронзовый призёр: 2007

«Металлург» Лиепая
- Серебряный призёр: 2007

«Арсенал» Тула
- Второй дивизион (зона «Центр»)
  - Победитель: 2012/13

## Личная жизнь
Двоюродный брат российского и корейского футболиста Дениса Лактионова.
Снимался в заявочном ролике по выдвижению города Иваново на международном конкурсе «Молодёжная столица Европы — 2014».